# Oumm Hani
Pour les articles homonymes, voir Hani (homonymie).
Pour l’article ayant un titre homophone, voir Oumhani.
Fakhita bint Abi Taleb el-Coreïchiyya el-Hachemiyya (en arabe : فَاخِتَةُ بِنْتُ أَبِي طَاِلب الْقُرَيْشِيَّةُ ٱلْهَاشِمِيَّة, Fakhitah bint 'Abi Talib al-Qurayshiyya al-Hashimiyya), plus connue sous son kunya d’Oumm Hani (en arabe : أُمّ هَانِئ, Umm Hani’), est une cousine et compagnonne de Mahomet, sœur de l'imam Ali.

## Biographie

### Famille et mariage
Fatikha, aussi nommée Fatima dans certaines sources, est née à La Mecque, fille d'Abou-Taleb ibn Abd-al-Mouttaleb et de Fatima bint Assad ibn Hachem. Dans un poème, son mari Houbayra l'appelle Hind.
Mahomet a demandé à épouser Fatikha, mais Abou-Taleb a jugé meilleur qu'elle épouse le poète Houbayra ibn Abi Wahb al-Makhzoumi, afin de resserrer leurs liens familiaux. De ce mariage, Oumm Hani conçut Youssouf, Omar et Jaada ibn Houbayra.

### Conversion à l'islam
Fatima bint Assad se convertit à l'islam en 620, deux ans après la mort d'Abou-Taleb. Suite la prise de La Mecque en 630 par les armées de Mahomet, Oumm Hani accepte de devenir musulmane : elle part rencontrer Mahomet au matin du lendemain de la conquête, alors que le chef arabe faisait ses ablutions et accomplissait huit rak'ahs de prière. De son côté, son mari Houbayra a décidé de rester païen, alors il fuit et meurt à Najran.

### Dernières années
Oumm Hani a participé à la bataille de Khaybar, et Mahomet lui a donné une part du butin. Elle lui demanda s'il pouvait l'épouser, mais Mahomet a répondu qu'un verset du Coran (33:50) a rendu impossible cela car elle n'avait pas migré à Médine avec lui.
Oumm Hani meurt à Médine à une date inconnue, après 661 voir 670.

## Hadiths
Oumm Hani est considéré comme une honnête femme, plusieurs hadiths lui sont attribués et leur fiabilité est bien considérée par les hadithologues. Un hadith sur le peuple de Loth lui est attribué : elle demande à Mahomet quel était le péché de ce peuple, ce à quoi il répond que leur abomination consistait à couper la route et à se moquer des voyageurs. Par « couper la route », Tabari indique que cela est une façon de dire qu'ils abusaient sexuellement les personnes qui s'arrêtaient dans leur ville.